# Монтано-Антилия
Монтано-Антилия (итал. Montano Antilia) — коммуна в Италии, располагается в регионе Кампания, в провинции Салерно.
Население составляет 2219 человек, плотность населения составляет 67 чел./км². Занимает площадь 33 км². Почтовый индекс — 84060. Телефонный код — 0974.
Покровителем коммуны почитается святой Себастьян. Праздник ежегодно празднуется 20 января.